# Lună (timp)
Folosită cu calendare, luna este o unitate de timp aproximativ la fel de lungă ca vreo perioadă naturală legată de mișcarea lunii. Conceptul tradițional s-a ivit cu ciclul fazelor lunii; astfel de luni (lunații) sunt luni sinodice și durează aproximativ 29,53 de zile.
Cele douăsprezece luni ale Calendarulul gregorian și lungimile acestora sunt:
1. Ianuarie, 31 de zile
2. Februarie, 28 de zile, dar 29 de zile într-un an bisect
3. Martie, 31 de zile
4. Aprilie, 30 de zile
5. Mai, 31 de zile
6. Iunie, 30 de zile
7. Iulie, 31 de zile
8. August, 31 de zile
9. Septembrie, 30 de zile
10. Octombrie, 31 de zile
11. Noiembrie, 30 de zile
12. Decembrie, 31 de zile